# NGC 6263
NGC 6263 (również PGC 59292 lub UGC 10618) – galaktyka eliptyczna (E), znajdująca się w gwiazdozbiorze Herkulesa. Odkrył ją Albert Marth 28 czerwca 1864 roku.